# Ali Al-Nono
Ali Al-Nono (Saná, 7 de junho de 1980) é um ex-futebolista iemenita que atuava como atacante. Jogou por último no Al-Ahli Sana'a antes de se aposentar, em 2014.
Al-Nono esteve na Seleção Iemenita de Futebol de 2000 até 2010 onde possui dois recordes: o de maior partidas disputadas pela seleção, com 50 participações, e de ser o maior artilheiro com 29 gols. É considerado o melhor futebolista da história do Iémen.